# Давтян, Артак Людвигович
Арта́к Лю́двигович Давтя́н (арм. Արտակ Լյուդվիգի Դավթյան, 30 октября 1966, Каджаран — 7 марта 2023) — армянский политический и государственный деятель. Депутат парламента Армении V созыва (2009—2017). Заместитель министра обороны Армении (2017—2018), заместитель министра энергетики Армении (2003—2004).

## Трудовая деятельность
- 1983—1984 — тренер в Абовянской спортивной школе.
- 1984—1986 — служил в советской армии.
- 1986—1990 — планово-экономический факультет Ереванского института народного хозяйства. Экономист.
- 1990—1992 — работал экономистом в Абовянском филиале Агропромбанка.
- 1994—1997 — занимал должности от экономиста до управляющего Абовянского филиала Агропромбанка.
- 1992—1994, 1997—1999 — работал в Москве.
- 1998—2003 — заместитель директора, директор ГЗАО «Железнодорожные перевозки Армении», заместителем генерального директора ЗАО «Армянская железная дорога».
- 2003—2004 — заместитель министра энергетики Армении.
- 2004—2007 — директор ЗАО «Эйси-фин ройял».
- 2017—2018 — заместитель министра обороны Армении.

## Политическая деятельность
- 12 мая 2007 — избран депутатом. Член партии «РПА».
- 2007—2009 — член Постоянной комиссии по государственно-правовым вопросам Национального Собрания.
- в 2009 18 мая избран председателем Постоянной комиссии по науке, образованию, культуре, молодёжи и спорту Национального Собрания РА[1].
- 6 мая 2012 — избран депутатом НС РА 5-го созыва по пропорциональному избирательному списку РПА.
- 31 мая 2012 — избран председателем Постоянной комиссии НС по науке, образованию, культуре, молодежи и спорту[2].

Был женат, трое детей.
Скончался 7 марта 2023 года на 57-м году жизни после продолжительной болезни.